# 100% Vosges
 (janvier 2021).
Si vous disposez d'ouvrages ou d'articles de référence ou si vous connaissez des sites web de qualité traitant du thème abordé ici, merci de compléter l'article en donnant les références utiles à sa vérifiabilité et en les liant à la section « Notes et références ».
100% Vosges est un média régional de la presse gratuite d'information en Lorraine, édité par Vega Edition, dont le siège se trouve à Épinal dans les Vosges. Le magazine est diffusé dans 162 communes des Vosges à 35 000 exemplaires. Le site internet propose l'information vosgienne quotidienne dans les secteurs de la culture, du sport, de la détente et des faits de société.

## Présentation
100% Vosges est lancé en octobre 2009 par Bruno Veillon, directeur de la société Vega Edition, anciennement Vega Communication. Bimensuel jusqu'à fin 2011, le magazine est depuis le 10 janvier 2012 un hebdomadaire qui paraît chaque mardi. En janvier 2013, le magazine devient bimensuel en complément de son site internet qui traite l'information au quotidien. Son volume oscille entre 48 et 134 pages au format magazine, en couleurs sur papier glacé.  
Le magazine 100% Vosges est diffusé dans 147 communes des Vosges.
Depuis le 28 février 2017, 100% Nancy est lancé dans l'agglomération nancéienne (Lunéville, Toul, Pont-à-Mousson)[source insuffisante]. Le magazine bimensuel est imprimé à 40 000 exemplaires et disponible dans les commerces, grandes surfaces, boulangeries, pharmacies, boutiques… Le magazine a toutefois cessé d'être diffusé depuis 2020.
En 2018, 100% Vosges passe alors de bimensuel à mensuel.